# Glen Urquhart
Glen Urquhart (Gleann Urchardain in gaelico scozzese) è un glen, ovvero una valle, nell'Area amministrativa Highland della Scozia.

## Geografia
La valle si estende ad ovest del villaggio di Drumnadrochit, dall'Urquhart Bay su Loch Ness all'estremità orientale fino ad oltre Corrimony ad ovest. Lungo tutta la valle scorre il fiume Enrick, che attraversa Loch Meiklie.
Il villaggio di Balnain si trova circa 8 km salendo su per la valle.
Il terreno sul versante meridionale della valle viene utilizzato principalmente per la silvicoltura commerciale, mentre il versante opposto è coperto di un misto di foreste conifere commerciali ed alberi selvatici, tra cui molte betulle, oltre che dalla terra agricola.

## Storia
Tempo fa, la valle fece parte delle terre del clan dei Grant, con le terre dei Fraser a nord.
Di particolare rilievo storico è il Chambered Cairn a Corrimony, una collina funeraria preistorica di pietra.